# 29 tháng 2
Ngày 29 tháng 2 là ngày thứ 60 trong một năm nhuận của lịch Gregory. Còn 306 ngày trong năm. Theo định nghĩa, năm nào có ngày này là một năm nhuận (tiếng Anh: leap year). Nó chỉ xuất hiện mỗi bốn năm một lần như 2004, 2008, 2012, 2016, 2020, 2024, v.v. Đặc biệt năm nào có số năm chỉ chia hết cho 100 nhưng không chia hết cho 400 không phải là năm nhuận, ví dụ như các năm 1700, 1800, 1900, 2100, v.v. chỉ có 365 ngày.

## Sự kiện
- 1720 – Không thể thiết lập đồng trị vì như William và Mary của Anh, nữ vương Ulrika Eleonora của Thụy Điển nhường ngôi cho phu quân, người trở thành Fredrik I.
- 1752 – Aung Zeya xưng là Alaungpaya, lập ra triều Konbaung, nền quân chủ cuối cùng của Myanmar.
- 1940 – Do chiến tranh, Ernest Lawrence được Lãnh sự quán Thụy Điển trao giải Giải Nobel Vật lý năm 1939 tại Berkeley, California.
- 1952 – Quyền cai quản đảo Heligoland được chuyển giao cho chính quyền Tây Đức.
- 1960 – Trận động đất lớn nhất lịch sử Maroc xảy ra tại thành phố Agadir, giết chết khoảng 12.000 - 15.000 người và khiến 12.000 người khác bị thương.
- 2012 – Việc xây dựng Tokyo Sky Tree hoàn thành, đương thời là tháp cao nhất trên thế giới.

## Sinh
- 1468 – Giáo hoàng Phaolô III.
- 1692 – John Byrom, nhà thơ người Anh (mất năm 1763).
- 1736 – Ann Lee, người sáng lập Shakers người Mỹ (mất năm 1784).
- 1792 – Gioacchino Rossini, nhà soạn nhạc người Ý (mất năm 1868).
- 1840 – John Philip Holland, nhà phát minh người Ireland (mất năm 1914).
- 1852 – Frank Gavan Duffy, quan tòa người Úc (mất năm 1936).
- 1860 – Herman Hollerith, kĩ thuật viên thống kê người Mỹ (mất năm 1929).
- 1896 – Morarji Desai, Thủ tướng Ấn Độ (mất năm 1995).
- 1896 – William A. Wellman, đạo diễn phim người Mỹ (mất năm 1975).
- 1904
  - Jimmy Dorsey, người chỉ huy dàn nhạc nhỏ người Mỹ (mất năm 1957).
  - Pepper Martin, vận động viên bóng chày (mất năm 1965).
  - Rukmini Devi Arundale, diễn viên múa, người sáng lập Kalakshetra Ấn Độ (mất năm 1986).
- 1908
  - Balthus, họa sĩ người Pháp (mất năm 2001).
  - Dee Brown, nhà văn người Mỹ (mất năm 2002).
  - Alf Gover, cầu thủ cricket người Anh (mất năm 2001).
- 1916 – Dinah Shore, ca sĩ người Mỹ (mất năm 1994).
- 1920
  - Arthur Franz, diễn viên người Mỹ (mất năm 2006).
  - James Mitchell, diễn viên người Mỹ.
  - Michèle Morgan, nữ diễn viên người Pháp (mất năm 2016).
  - Howard Nemerov, nhà thơ người Mỹ (mất năm 1991).
- 1924
  - Al Rosen, vận động viên bóng chày người Mỹ.
  - Carlos Humberto Romero, tổng thống El Salvador .
- 1928 – Joss Ackland, diễn viên người Anh.
- 1932
  - Jaguar, người vẽ tranh biếm hoạ người Brasil.
  - Gene Golub, nhà toán học người Mỹ (mất năm 2007).
- 1936
  - Henri Richard, vận động viên khúc côn cầu người Canada.
  - Alex Rocco, diễn viên người Mỹ.
- 1944
  - Phyllis Frelich, nữ diễn viên người Mỹ.
  - Dennis Farina, diễn viên người Mỹ.
  - Paolo Eleuteri Serpieri, người minh họa người Ý.
  - Ene Ergma, chính khách người Estonia.
- 1952
  - Tim Powers, nhà văn người Mỹ.
  - Raisa Smetanina, cross-country vân động viên trượt tuyết người Nga.
  - Bart Stupak, chính khách người Mỹ.
- 1956
  - Jonathan Coleman, người dẫn chuyện giải trí người Úc-Anh.
  - Bob Speller, chính khách người Canada.
  - Aileen Wuornos, sát nhân hàng loạt người Mỹ (mất năm 2002).
- 1960
  - Ian McKenzie Anderson, nhạc sĩ người Anh.
  - Khaled, nhạc sĩ người Algérie.
  - Richard Ramirez, sát nhân hàng loạt người Mỹ.
- 1964
  - Lyndon Byers, vận động viên khúc côn cầu người Canada.
  - Jahred Shane, ca sĩ nhạc Rap, ca sĩ người Brasil.
- 1968
  - Chucky Brown, cầu thủ bóng rổ người Mỹ.
  - Naoko Iijima, nữ diễn viên người Nhật Bản.
  - Gonzalo Lira, tiểu thuyết gia Chile.
  - Bryce Paup, cầu thủ bóng đá người Mỹ.
- 1972
  - Antonio Sabàto Jr., diễn viên người Ý.
  - Dave Williams, ca sĩ (Drowning Pool) người Mỹ (mất năm 2002).
  - Williams, ca sĩ nhạc Rap, nhà thơ, diễn viên người Mỹ.
  - Pedro Zamora, nhà hoạt động AIDS người Mỹ gốc Cuba (mất năm 1994).
- 1976 – Ja Rule, ca sĩ nhạc Rap, diễn viên người Mỹ.
- 1980
  - Simon Gagné, vận động viên khúc côn cầu trên băng người Canada.
  - Taylor Twellman, cầu thủ bóng đá người Mỹ.
- 1984
  - Cam Ward, vận động viên khúc côn cầu trên băng người Canada.
  - Darren Ambrose, cầu thủ bóng đá người Anh.
- 2000 – Ferran Torres, cầu thủ bóng đá người Tây Ban Nha.
- 1988 – Benedikt Howedes, cầu thủ bóng đá người Đức.

## Mất
- 468 – Giáo hoàng Hilariô
- 1528 – Patrick Hamilton, người cải tổ tôn giáo người Scotland (sinh năm 1504)
- 1592 – Alessandro Striggio, nhà soạn nhạc người Ý (sinh năm 1540)
- 1604 – John Whitgift, tổng giám mục Canterbury (sinh năm 1530)
- 1740 – Pietro Ottoboni, giáo chủ hồng y người Ý (sinh năm 1667)
- 1744 – John Theophilus Desaguliers, nhà triết học người Pháp (sinh năm 1683)
- 1792 – Johann Andreas Stein
- 1820 – Johann Joachim Eschenburg, nhà phê bình văn học người Đức (sinh năm 1743)
- 1868 – Ludwig I của Bayern
- 1940 – Edward Frederic Benson, nhà văn người Anh (sinh năm 1867)
- 1944 – Pehr Evind Svinhufvud, tổng thống Phần Lan (sinh năm 1861)
- 1956 – Elpidio Quirino, tổng thống Philippines (sinh năm 1890)
- 1968 – Tore Ørjasæter, nhà thơ người Na Uy (sinh năm 1886)
- 1980 – Gil Elvgren, nghệ sĩ người Mỹ (sinh năm 1914)
- 1992 – Ruth Pitter, nhà thơ người Anh (sinh năm 1897)
- 2004 – Jerome Lawrence, nhà soạn kịch người Mỹ (sinh năm 1915)
- 2008 – Phùng Tất Đắc, nhà biên soạn người Việt (sinh năm 1907)
- 2012 – Davy Jones (nghệ sĩ)

## Phong tục cổ truyền
Tại Iceland và Anh Quốc, ngày này gọi là Ngày Độc thân, theo đó phái nữ có thể chủ động tỏ tình, cầu hôn vào ngày này.